# Polyscias serratifolia
Polyscias serratifolia är en araliaväxtart som först beskrevs av Friedrich Anton Wilhelm Miquel, och fick sitt nu gällande namn av Porter Prescott Lowry och G.M.Plunkett. Polyscias serratifolia ingår i släktet Polyscias och familjen araliaväxter. Inga underarter finns listade.  Tidigare i släktet Gastonia som Gastonia serratifolia.